# 非正規職偶像
《非正規職偶像》（韓語：비정규직 아이돌），為Netflix於2017年11月27日起播出，由SBS跟YG娛樂旗下模特兒公司YG K Plus聯手製作首部電視劇。此劇描述在離開業界休息一陣子後，一名音樂製作人帶著新計畫復出：打造男女混聲偶像團體。

## 演員陣容

### 主要人物
| 演員   | 角色   | 介紹 |
| 權玄彬 | 權玄彬 | 渴望成為有人氣的偶像，看上去並沒有缺點，卻什麼都沒有                                                                 |
| 李秀賢 | 李秀賢 | 過度依賴哥哥李燦赫，從哥哥去當兵後，自信心亦迅速下降，唱歌也唱不到高音，在經過音樂製作人鄭泰京的訓練下，可以唱到高音 |

### 其他人物
| 演員   | 角色   | 介紹                                                 |
| 金希珍 | 金希珍 |                                                      |
| 黃勝妍 | 素兒   |                                                      |
| 金民教 | 鄭泰京 | 股東，音樂製作人，離開業界休息九年後，帶著新計畫復出 |
| Haha   | 李燦赫 | 李秀賢的哥哥                                         |
| 權寧得 | 權寧得 |                                                      |
| 姜聲振 |        |                                                      |

### 特別客串
| 演員   | 角色   | 介紹          |
| 朱宇宰 | 朱宇宰 |               |
| 姜昇潤 | 姜昇潤 | WINNER成員    |
| 李昇勳 | 李昇勳 | WINNER成員    |
| 宋旻浩 | 宋旻浩 | WINNER成員    |
| 金秦禹 | 金秦禹 | WINNER成員    |
| 金智秀 | 金智秀 | BLACKPINK成員 |
| 河秀映 | 河秀映 | LOONA成員     |
| 金智雨 | 金智雨 | LOONA成員     |

## 腳註
1. ↑  YG X SBS合拍電視劇《非正規職偶像》 27日將在Netflix首播 （页面存档备份，存于），2017-11-28，韓星網

## 外部連結
- Netflix官方網站（繁體中文）